# Alexandria (Rumænien)
 For alternative betydninger, se Alexandria (flertydig). (Se også artikler, som begynder med Alexandria)
Alexandria er en by i det sydlige Rumænien med 40.390(2021) indbyggere. Alexandria er hovedsæde for distriktet Teleorman.
Byen blev grundlagt i 1834 af fyrst Alexander 2. Ghica af Valakiet.